# Профільні труби

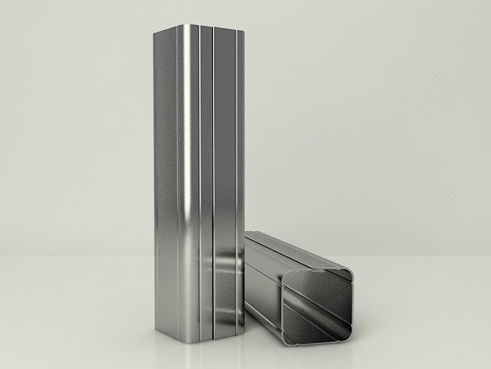
Профільна труба

Профільні труби — вид металопрокату, труби переріз (профіль) яких, має не круглу форму. Переріз труб як правило квадратний чи прямокутний, інші профілі (овал, еліпс та інші) трапляються зрідка і становлять лише незначну частку загального виробництва та споживання профільних труб.

## Використання
Профільні труби використовуються головним чином для зведення конструкцій, що несуть серйозні механічні та вібраційні навантаження: промислових металоконструкцій, каркасів будівель, опор, щогл, складних перекриттів, прольотів тощо.
На відміну від інших труб, що застосовуються перш за все для транспортування рідин та газів, профільні труби використовуються як конструкційний матеріал для зведення металоконструкцій різного призначення. Труби великих розмірів застосовуються як порожнисті балки в будівництві, малих та середніх перерізів — у будівництві та машинобудуванні. Невеликі профільні труби з заокругленими краями, овальні тощо, широко використовуються в сучасній меблевій промисловості (прикладом є ті ж самі металеві стільці).
Використання профільних труб забезпечує економію металу до 20-25% порівняно із застосуванням двотаврового прокату, за подібній міцності конструкції.

## Виробництво
Виготовляється за допомогою гарячого або холодного формування з електрозварних прямо-шовних круглих труб. Утворення труб виконується спеціальними валками для надання необхідного перерізу. Після формування, труби обробляються термічно для зняття внутрішніх механічних напружень.
Профільні труби виготовляють майже усі спеціалізовані трубні заводи та інші виробники труб, а труби великих розмірів також часто виробляють заводи металоконструкцій. 
Загалом, профільні труби бувають електрозварні, гаряче чи холодно-деформовані. Сировиною для виготовлення електрозварних профільних труб є гарячекатаний чи значно рідше холодно-катаний штрипс. Гарячекатані чи холоднотягнуті труби, роблять із трубної заготовки. Перерізи поширених профільних труб лежать в межах від 10×10 мм до 500x400 мм. Товщина стінки варіюється від 1 до 22 мм. Будівельна довжина труб — від 6,0 до 18,0 м.
Переважно, профільні труби роблять із рядових сталей, таких як вуглецеві сталі звичайної якості Ст2сп, Ст2пс, Ст2кп, Ст4сп, Ст4пс, Ст4кп чи зрідка, сталей підвищеної міцності — низьколегованих (09Г2С) чи якісних вуглецевих марок сталей, таких як 10, 10 пс, 20, 35, 45, 08кп.

## Ціни
Сортамент профільних труб — розміри, переріз, товщина стінок — не справляють самі по собі, у тій чи іншій мірі, помітного впливу на ціну. Однак внаслідок різного співвідношення попиту та пропозиції на різний сортамент, ціна може помітно коливатися. Наприклад, зараз (2020-і) в Україні завдяки будівельному буму, профільні труби великих перерізів помітно дорожчі.